# Омульовка (річка)
Омульовка — річка в Магаданській області і Якутії, ліва притока річки Ясачна (басейн Колими).
Довжина річки — 410 км, площа її водозбірного басейну — 13 500 км². Бере почало в хребті Черського, тече, огинаючи з півдня відроги хребтів Улахан-Чистай і Момського, у пониззі — по Колимській низовини. Живлення снігове та дощове. Замерзає в жовтні, розкривається в кінці травня — початку червня.
Код водного об'єкта 19010100412119000033639